# Łazy-Dąbrowa
Łazy-Dąbrowa – wieś w Polsce, położona w województwie łódzkim, w powiecie piotrkowskim, w gminie Sulejów.
| SIMC    | Nazwa | Rodzaj     |
| ------- | ----- | ---------- |
| 1040214 | Krupa | przysiółek |

W latach 1975–1998 wieś administracyjnie należała do województwa piotrkowskiego. 